# Billy Cranston
William "Billy" Cranston is een personage uit de televisieserie Power Rangers. Hij was de blauwe Ranger in alle drie de seizoenen van Mighty Morphin Power Rangers. Daarnaast was hij een assistent van de Rangers gedurende het grootste deel van de serie Power Rangers: Zeo. Hij werd gespeeld door David Yost en kwam in totaal in 199 afleveringen voor.

## Biografie

### InMighty Morphin Power Rangers
Billy werd in de serie geïntroduceerd als een stereotiepe “nerd”. Zijn beste vriend in de serie was Trini Kwan, met wie hij het makkelijkste communiceren. Billy was een van de beste leden van de wetenschapsclub van Angel Grove High en hielp vaak de jongere leden met hun experimenten. Billy was echter ook vaak het doelwit van Bulk & Skull en derhalve erg onzeker over zichzelf.
Billy was een van de vijf rangers die door Zordon werd uitgekozen om een Power Ranger te worden. Hij werd de Blauwe Ranger. Hij behield deze positie de gehele serie. Ieder lid van het team had wel iets te bieden en in Billy's geval was dat intelligentie. Wel probeerde hij zijn fysieke toestand te verbeteren. Dankzij Trini's oom Howard, en later ook Jason en Tommy wist Billy een rode band in karate te halen.
Billy's intelligentie hielp het team geregeld. Billy voerde een groot aantal taken uit. Zo vond hij gadgets uit voor het team (zoals de polsradio's) en bedacht strategieën. Langzaam veranderde zijn imago ook en werd hij zelfverzekerder.
Billy werd geaccepteerd in het Young Scientists of America programma. In het tweede seizoen van de serie werd hij vrienden met Zacks neef Curtis toen die de nieuwste student werd op Angel Grove High.

### InMighty Morphin Alien Rangers
Toen Master Vile met de Orb of Doom de tijd op Aarde terugdraaide en de Rangers in kinderen veranderde, veranderde Billy's rol in het team sterk. Hij slaagde erin een machine te maken die hun leeftijd kon herstellen door gebruik te maken van de krachtmunten van de rangers. Billy testte de machine op zichzelf en het werkte, maar voor hij het op de anderen kon proberen stalen Goldar en Rito Revolto de munten.
Hierdoor was Billy gedurende de tiendelige miniserie de enige van de originele Rangers die nog volwassen was. Hij kreeg daardoor de leiding op zich en hielp de andere Rangers de stukken van het legendarische Zeo kristal te vinden waarmee de tijd op aarde kon worden hersteld.

### InPower Rangers: Zeo
Toen in Power Rangers: Zeo de tijd op aarde was hersteld en het Machine Keizerrijk aan zijn invasie begon, gebruikten de rangers het Zeo kristal om nieuwe krachten te krijgen. Billy stond zijn plaats in het team echter af aan nieuwkomer Tanya Sloan. Wel bleef hij samen met Alpha 5 actief als adviseur en technisch assistent van de Rangers.
De schrijvers van de serie lieten de mogelijkheid dat Billy toch weer een Ranger zou worden open. Toen de mysterieuze Gouden Ranger verscheen werd lange tijd gedacht dat dit Billy was. Later bleek de Gouden Ranger een alien genaamd Trey van Triforia te zijn. Toen Trey gewond raakte en zijn krachten moest overdragen op iemand anders leek Billy de meest logische keuze. Zijn lichaam stootte de Gouden Ranger krachten echter af en uiteindelijk was het Jason Lee Scott die de nieuwe Gouden Ranger werd.
Billy werd uit de serie geschreven tegen het einde van Power Rangers: Zeo. In de tweedelige aflevering “Rangers of Two Worlds” bleek dat de machine die Billy gedurende “Mighty Morphin Alien Rangers” had gebruikt om zijn leeftijd te herstellen negatieve bijwerkingen had. Billy werd hierdoor razendsnel ouder en moest voor genezing naar Aquitar, de thuiswereld van de Aquitian Rangers, worden gebracht. Hij werd voor het laatst gezien toen hij een bericht stuurde naar de Aarde om aan te kondigen dat de behandeling was geslaagd, maar dat hij op Aquitar bleef omdat hij verliefd was geworden op Cestria, een vrouwelijke Aquitiaan. Nadien is er niets meer van Billy vernomen.

## Andere versie
In de rebootfilm Power Rangers uit 2017 kwam een vernieuwde versie van het personage voor vertolkt door RJ Cyler.

## Trivia
- Volgens de MMPR Interactive cd-rom is Billy's verjaardag op 1 april.
- Billy is linkshandig. Dit werd duidelijk in de aflevering "A Bad Reflection On You".
- In the episode "High Five", Billy not only created the communicators, but also the interface that allowed the devices a remote access to the Command Center's teleportation unit.
- Billy werd uit de serie geschreven omdat acteur David Yost meer geld wilde en geregeld conflicten had met de crew.
- Yost verliet de serie nog voor de opnames van “Rangers of Two Worlds”. In deze afleveringen werd dan ook oud beeldmateriaal gebruikt en Billy’s stem werd gedaan door iemand anders.